# Abu Kamal
Abu Kamal, eller al-Bukamal (arabiska: البوكمال), är en stad i östra Syrien, och är belägen vid floden Eufrat. Den är en av de största städerna i provinsen Dayr az-Zawr och hade 42 510 invånare vid folkräkningen 2004. Staden är belägen vid gränsen mot Irak, med den jämstora staden al-Qa'im på den irakiska sidan. 